# 에티하드 타워
에티하드 타워(Etihad Towers)는 아랍에미리트의 수도인 아부다비에 5개의 타워가 있는 복합 건물이다.

## 사용
- 타워 1: 69층, 277미터[1]
- 타워 2: 74층, 305미터[2]
- 타워 3: 54층, 260미터[3]
- 타워 4: 61층, 234미터[4]
- 타워 5: 55층, 218미터[5]

타워는 2015년 영화 분노의 질주: 더 세븐의 촬영 위치로 사용되었다.

## 같이 보기
- 아랍에미리트의 마천루 목록